# Municipio de Marion (condado de Washington)
Marion Township es una subdivisión territorial del condado de Washington, Iowa, Estados Unidos. Según el censo de 2020, tiene una población de 610 habitantes.
Es una subdivisión exclusivamente geográfica, por cuanto el estado de Iowa no utiliza la herramienta de los townships como municipios.

## Geografía
La subdivisión está ubicada en las coordenadas 41°12′5″N 91°40′15″O / 41.20139, -91.67083. Según la Oficina del Censo, tiene una superficie total de 118.33 km², de los cuales 117.85 km² corresponden a tierra firme y 0.48 km² están cubiertos de agua.

## Demografía
Según el censo de 2020, hay 610 personas residiendo en la zona. La densidad de población es de 5.18 hab./km². El 95.08 % de los habitantes son blancos, el 0.66 % son afroamericanos, el 0.49 % son asiáticos, el 0.82 % son de otras razas y el 2.95 % son de una mezcla de razas. Del total de la población, el 0.98 % son hispanos o latinos de cualquier raza.